# Єгорова Ірина Миколаївна
Ірина Миколаївна Єгорова (рос. Егорова Ирина Николаевна, до шлюбу Кудріна, нині — Павлова), нар. 8 квітня 1940, Іваново) — радянська ковзанярка, призерка Олімпійських ігор.

## Спортивна кар'єра
Народилася в Іваново. З дитинства на ковзанах. Ще школяркою перемагала на різноманітних змаганнях. Вперше була визнана однією з кращих спринтерок світу в 1962 році, коли відкатала 500 м на Медео за 45,3.
Вперше виступила на чемпіонаті світу в класичному багатоборстві в 1963 році, де зайняла на дистанції 500 м 2-ге місце, а в загальному заліку виявилася четвертою.
На Зимових Олімпійських іграх 1964 на дистанції 500 м і 1000 м Єгорова зуміла вибороти срібні нагороди, поступившись лише легендарній Лідії Скобликовій.
У 1964—1967 роках регулярно виступала на чемпіонатах світу в класичному багатоборстві, на яких на дистанції 500 м займала двічі перші і двічі другі місця.
На Зимових Олімпійських іграх 1968 залишилася без медалей — на дистанції 500 м була 9-ю, а на 1000 м — 5-ю.